# Octospora
Octospora is een geslacht van schimmels uit de familie Pyronemataceae.

## Kenmerken
De apothecia zijn kom- of bekervormig met een typische hyfenstructuur aan de randen: het excipulum bestaat meestal uit ineengestrengelde hyfen die parallel lopen naar de rand toe. Sommige soorten hebben levendige kleuren. De soorten van het geslacht Neottiella hebben dikwandige, kleurloze haren. De asci zijn meestal 8-sporig. De ascosporen kunnen glad of wrattig zijn.

## Taxonomie
Hoewel het geslacht Octospora al heel vroeg werd beschreven, namelijk in 1789 door Johannes Hedwig, is het nog steeds niet duidelijk gedefinieerd. Er is dus een groot aantal synoniemen en pogingen om ze op te splitsen in verschillende geslachten. Volgens recentere fylogenetische studies behoort Octospora samen met de nauw verwante geslachten Neottiella en Lamprospora, die ook bryofiel zijn, tot clade 4 binnen de Pyronemataceae. De clade omvat alle mosparasiterende geslachten van de familie. Neottiella en Lamprospora worden door sommige auteurs bij Octospora geplaatst, maar Lamprospora is in ieder geval duidelijk anders. Octospora en ook Neottiella zijn niet monofyletisch wat de herindeling in twee groepen in de nabije toekomst waarschijnlijk maakt. Eén subclade heeft gladde sporen, terwijl de tweede subclade, verwant aan Lamprospora, geornamenteerde sporen heeft.

## Ecologie
De Octospora zijn meestal te vinden in de directe omgeving van of direct op mossen waarmee ze worden geassocieerd. 

## Soorten
In Nederland komen de volgende soorten voor:
- Octospora affinis (Boommosschijfje), vooral bij de gewone haarmuts (Orthotrichum affiene)
- Octospora arvensis (Maansporig mosschijfje), bij het gewoon purpersteeltje (Ceratodon purpureus)
- Octospora axillaris (Spoelsporig mosschijfje), bij het gewoon knopmos (Phascum cuspidatum)
- Octospora bridei (Eendagsmosschijfje), bij Ephemerum minutissimum en waarschijnlijk ook ongenerfd eendagsmos (Ephemerum serratum)
- Octospora bryi-argentei (Kleinsporig zilvermosschijfje), bij het zilvermos (Bryum argenteum)
- Octospora coccinea (Knikmosschijfje), meestal voor bij het scharlakenknolknikmos (Bryum klinggraeffii), soms bij het klein klokhoedje (Encalypta vulgaris) en zelden op het bol knopmos (Acaulon muticum)
- Octospora crosslandii (Kleimosschijfje), bij het oranjesteeltje (Bryoerythrophyllum recurvirostrum).
- Octospora fissidentis (Ruwsporig vedermosschijfje), bij het gezoomd vedermos (Fissidens bryoides)
- Octospora gemmicola (Korrelknikmosschijfje), veelal bij Bryum ruderale, maar ook bij Bryum dichotomum, Bryum radiculosum, Bryum rubens, Bryum subapiculatum
- Octospora humosa (Groot oranje mosschijfje), bij het haarmos (Polytrichum)
- Octospora leucoloma (Zilvermosschijfje), bij het zilvermos (Bryum argenteum)
- Octospora lilacina (Vleeskleurig mosschijfje), mogelijk bij kortsteeltjes (Pleuridium)
- Octospora musci-muralis (Muurmosschijfje), bij het gewoon muisjesmos (Grimmia pulvinata)
- Octospora neerlandica (Duinsterretjesschijfje), bij het duinsterretje (Syntrichia ruralis)
- Octospora nemoralis (Gladsporig vedermosschijfje), bij het gezoomd vedermos (Fissidens bryoides) en het kleivedermos (Fissidens taxifolius)
- Octospora phagospora (Matjesmosschijfje), bij het geelknolpeermos (Pohlia lutescens)
- Octospora rubens (Regenboogmosschijfje), bij het gewoon purpersteeltje (Ceratodon purpureus)
- Octospora rustica (Vals mosschijfje), bij het gewoon purpersteeltje (Ceratodon purpureus)

Volgens Index Fungorum telt het geslacht 94 soorten (peildatum januari 2023):
| Soortnaam                                               | Auteur(s)                                                   | Publicatiejaar |
| ------------------------------------------------------- | ----------------------------------------------------------- | -------------- |
| Octospora affinis (Boommosschijfje)                     | Benkert & L.G. Krieglst.                                    | 2006           |
| Octospora aliena                                        | Svrček                                                      | 1963           |
| Octospora americana                                     | Benkert                                                     | 1998           |
| Octospora antarctica                                    | (Speg.) Gamundí                                             | 1960           |
| Octospora araneosa                                      | (Bull.) Z.S. Bi, G.Y. Zheng & T.H. Li                       | 1993           |
| Octospora arctowskii                                    | Olech & Mleczko                                             | 2000           |
| Octospora areolata                                      | (Seaver) Caillet & Moyne                                    | 1980           |
| Octospora argentina                                     | (Speg.) Gamundí                                             | 1960           |
| Octospora arvensis (Maansporig mosschijfje)             | (Velen.) Yei Z. Wang                                        | 1992           |
| Octospora ascoboloides                                  | (Seaver) Caillet & Moyne                                    | 1980           |
| Octospora australis                                     | (McLennan & Cookson) Yei Z. Wang                            | 1992           |
| Octospora axillaris (Spoelsporig mosschijfje)           | (Nees) M.M. Moser                                           | 1963           |
| Octospora biannulata                                    | (Beauseign.) Caillet & Moyne                                | 1980           |
| Octospora bicarpa                                       | P. Döbbeler, A. Büschlen & J. Eckstein                      | 2021           |
| Octospora borealis                                      | (Eckblad) Caillet & Moyne                                   | 1987           |
| Octospora bridei (Eendagsmosschijfje)                   | Caillet & Moyne                                             | 1987           |
| Octospora bryi-argentei (Kleinsporig zilvermosschijfje) | Benkert                                                     | 1997           |
| Octospora cacaina                                       | (K.S. Thind, E.K. Cash & Sethi) L.R. Batra                  | 1963           |
| Octospora canariensis                                   | Benkert                                                     | 1997           |
| Octospora carbonigena                                   | (Berk.) Dennis                                              | 1960           |
| Octospora carneoviolacea                                | (Velen.) Svrček                                             | 1977           |
| Octospora cashiae                                       | (Gamundí) Benkert                                           | 1998           |
| Octospora catharineae                                   | (McLennan & F. Halsey) Caillet & Moyne                      | 1987           |
| Octospora ciervensis                                    | Gamundí & Spinedi                                           | 1988           |
| Octospora coccinea (Knikmosschijfje)                    | (P. Crouan & H. Crouan) Brumm.                              | 1967           |
| Octospora collinata                                     | K.B. Khare                                                  | 1975           |
| Octospora conidiophora                                  | Sochorová & Döbbeler                                        | 2019           |
| Octospora convexula                                     | (Pers.) L.R. Batra                                          | 1963           |
| Octospora crosslandii (Kleimosschijfje)                 | (Dennis & Itzerott) Benkert                                 | 1976           |
| Octospora decalvata                                     | K.B. Khare                                                  | 1975           |
| Octospora ditrichi                                      | (Benkert) Yei Z. Wang                                       | 1992           |
| Octospora doebbeleri                                    | Sochorová & Eckstein                                        | 2020           |
| Octospora drenthensis                                   | Arnolds                                                     | 2015           |
| Octospora echinospora                                   | Caillet & Moyne                                             | 1987           |
| Octospora erzbergeri                                    | Benkert                                                     | 2006           |
| Octospora excipulata                                    | (Clem.) Benkert                                             | 2008           |
| Octospora feurichiana                                   | (Kirschst.) Yei Z. Wang                                     | 1992           |
| Octospora fissidentis (Ruwsporig vedermosschijfje)      | Benkert & Brouwer                                           | 2004           |
| Octospora gemmicola (Korrelknikmosschijfje)             | Benkert                                                     | 1998           |
| Octospora grimmiae                                      | Dennis & Itzerott                                           | 1973           |
| Octospora guestfaliensis                                | Benkert                                                     | 2009           |
| Octospora hanffii                                       | (Benkert) Yei Z. Wang                                       | 1992           |
| Octospora heterosculpturata                             | T. Schumach.                                                | 1992           |
| Octospora hissarica                                     | Raitv. & Faizova                                            | 1983           |
| Octospora humosa (Groot oranje mosschijfje)             | (Fr.) Dennis                                                | 1960           |
| Octospora hygrohypnophila                               | Dissing & Sivertsen                                         | 1983           |
| Octospora indica                                        | (K.S. Thind, E.K. Cash & Pr. Singh) D.C. Pant & V.P. Tewari | 1978           |
| Octospora insignispora                                  | (Boud. & Torrend) V.P. Tewari & D.C. Pant                   | 1966           |
| Octospora insolitata                                    | K.B. Khare                                                  | 1975           |
| Octospora itzerottii                                    | Benkert                                                     | 1998           |
| Octospora kanouseae                                     | V.P. Tewari & D.C. Pant                                     | 1966           |
| Octospora kelabitiana                                   | Egertová & Döbbeler                                         | 2018           |
| Octospora kilimanjarensis                               | J. Moravec                                                  | 1997           |
| Octospora leucoloma (Zilvermosschijfje)                 | Hedw.                                                       | 1789           |
| Octospora libussae                                      | Svrček & Kubička                                            | 1963           |
| Octospora lilacina (Vleeskleurig mosschijfje)           | (Seaver) Svrček & Kubičk                                    | 1963           |
| Octospora limbata                                       | (Wallr.) K.B. Khare & V.P. Tewari                           | 1978           |
| Octospora luticola                                      | K.B. Khare                                                  | 1975           |
| Octospora lutziana                                      | (Boud.) Caillet & Moyne                                     | 1980           |
| Octospora maireana                                      | (Seaver) Yei Z. Wang                                        | 1992           |
| Octospora megapolitana                                  | (Benkert & T. Richt.) Benkert                               | 2009           |
| Octospora microspora                                    | Rifai                                                       | 1968           |
| Octospora miniatopsis                                   | (Spooner) Olech & Mleczko                                   | 2000           |
| Octospora mnii                                          | Döbbeler & Facher                                           | 2014           |
| Octospora moravecii                                     | K.B. Khare                                                  | 1976           |
| Octospora musci-muralis (Muurmosschijfje)               | Graddon                                                     | 1972           |
| Octospora neerlandica (Duinsterretjesschijfje)          | Benkert & Brouwer                                           | 2004           |
| Octospora nemoralis (Gladsporig vedermosschijfje)       | Benkert & Brouwer                                           | 2004           |
| Octospora orthotrichi                                   | (Cooke & Ellis) K.B. Khare & V.P. Tewari                    | 1978           |
| Octospora oscarii                                       | Eckstein, Sochorová & Janošík                               | 2021           |
| Octospora ovalispora                                    | (Svrček & Kubička) Caillet & Moyne                          | 1987           |
| Octospora paechnatzii                                   | (Benkert) Yei Z. Wang                                       | 1992           |
| Octospora pannosa                                       | T. Richter, M. Vega & D. Savi?                              | 2018           |
| Octospora peckii                                        | (House) K.B. Khare & V.P. Tewari                            | 1978           |
| Octospora phagospora (Matjesmosschijfje)                | (Flageolet & Lorton) Dennis & Itzerott                      | 1973           |
| Octospora pleurozii                                     | Eckblad                                                     | 1968           |
| Octospora plumbeoatra                                   | (E.K. Cash) D.C. Pant & V.P. Tewari                         | 1978           |
| Octospora polytrichi                                    | (Schumach.) Caillet & Moyne                                 | 1980           |
| Octospora pumilata                                      | Khara                                                       | 1976           |
| Octospora rubens (Regenboogmosschijfje)                 | (Boud.) M.M. Moser                                          | 1963           |
| Octospora rubricosa                                     | (Fr.) M.M. Moser                                            | 1963           |
| Octospora rustica (Vals mosschijfje)                    | (Velen.) J. Moravec                                         | 1969           |
| Octospora similis                                       | (Kirschst.) Benkert                                         | 1996           |
| Octospora spinulosa                                     | (Seaver) Yei Z. Wang                                        | 1992           |
| Octospora splachnophila                                 | Benkert & Kristiansen                                       | 2008           |
| Octospora subglobispora                                 | Benkert                                                     | 1997           |
| Octospora subhepatica                                   | (Rehm) K.B. Khare & V.P. Tewari                             | 1975           |
| Octospora svrcekii                                      | Benkert                                                     | 1998           |
| Octospora sydowii                                       | (Rehm) M.M. Moser                                           | 1963           |
| Octospora texensis                                      | Benkert                                                     | 1998           |
| Octospora tuberculata                                   | (Seaver) Caillet & Moyne                                    | 1980           |
| Octospora tuberculatella (Knobbelsporig mosschijfje)    | (Seaver) Caillet & Moyne                                    | 1980           |
| Octospora umbrina                                       | (E.K. Cash) S. Ahmad                                        | 1978           |
| Octospora yunnanica                                     | W.Y. Zhuang & Zheng Wang                                    | 1998           |